# Jean Carlos Ortíz
Jean Carlos Ortíz Pastrana (San Juan, 23 febbraio 1988) è un pallavolista portoricano, opposto dei Mets de Guaynabo.

## Carriera

### Club
La carriera di Jean Carlos Ortíz inizia nella stagione 2009-10, quando debutta nella Liga de Voleibol Superior Masculino con gli Indios de Mayagüez, franchigia con la quale gioca per tre annate. Nel campionato 2012-13 viene ceduto ai Cariduros de Fajardo, che tuttavia non si iscrivono al campionato campionato seguente, nel quale approda in prestito ai Mets de Guaynabo, aggiudicandosi lo scudetto.
Nella stagione 2014, col ritorno dei Cariduros de Fajardo, torna a sua volta a difendere i colori della franchigia, venendo eletto MVP della Regular season, oltre che inserito nello All-Star Team del torneo. Nella stagione seguente è protagonista di uno scambio con Ulises Maldonado, che lo porta a giocare per i Plataneros de Corozal.
Dopo aver giocato in Libano col Bouchrieh nei primi mesi del 2016, si trasferisce a Israele, dove difende i colori del Hapoël Mateh Asher. Per il campionato 2017 fa ritorno a Porto Rico, vestendo la maglia dei Gigantes de Carolina, mentre nella stagione seguente difende i colori dei Llaneros de Toa Baja. Nella Liga de Voleibol Superior Masculino 2019 si accasa nuovamente coi Mets de Guaynabo, aggiudicandosi lo scudetto: dopo la cancellazione del campionato portoricano del 2020, torna in campo dalla stagione 2021, sempre con la franchigia di Guaynabo, con cui vince ancora uno scudetto.

### Nazionale
Nel 2011 riceve le prime convocazioni nella nazionale portoricana, con la quale vince la medaglia d'argento ai XXII Giochi centramericani e caraibici.

## Palmarès

### Club
- Campionato portoricano: 3

2013-14, 2019, 2022

### Nazionale (competizioni minori)
- Giochi centramericani e caraibici 2014

### Premi individuali
- 2014 - Liga de Voleibol Superior Masculino: MVP della Regular season
- 2014 - Liga de Voleibol Superior Masculino: All-Star Team